# La Heutte
La Heutte (toponimo francese) è una frazione di 485 abitanti del comune svizzero di Péry-La Heutte, nel Canton Berna (regione del Giura Bernese, circondario del Giura Bernese).

## Storia

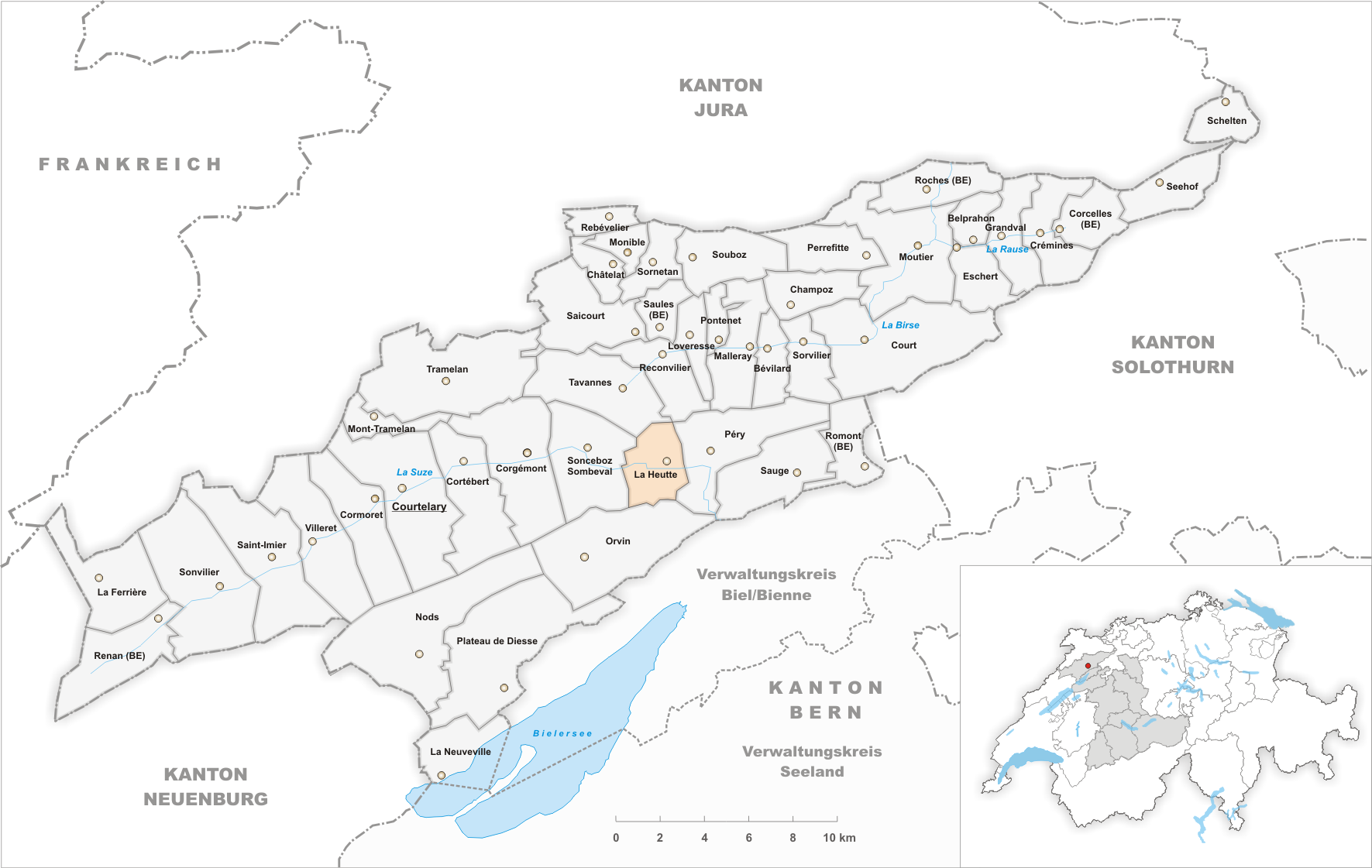
Il territorio del comune di La Heutte prima degli accorpamenti comunali del 2015

Già comune autonomo che si estendeva per 8,0 km², il 1º gennaio 2015 è stato accorpato all'altro comune soppresso di Péry per formare il nuovo comune di Péry-La Heutte.

## Società

### Evoluzione demografica
L'evoluzione demografica è riportata nella seguente tabella:
Abitanti censiti

## Infrastrutture e trasporti
La Heutte è servito dall'omonima stazione sulla ferrovia Bienne-La Chaux-de-Fonds.

## Amministrazione
Ogni famiglia originaria del luogo fa parte del cosiddetto comune patriziale e ha la responsabilità della manutenzione di ogni bene ricadente all'interno dei confini del comune.